# Halid Hadžimulić
Hfz. mesnevihân Halid ef. Hadžimulić (Sarajevo 16. listopada 1915. – Sarajevo, 8. siječnja 2011.), bošnjački teolog, jedan od najznačajnijih u 20. stoljeću. 

## Životopis
Halid ef. Hadžimulić je mekteb završio u Džininom sokaku u Sarajevu pred svojim ocem Ali ef. Hadžimulićem. Hifz je završio za dvije godine (1923-1924.), ali je polagao i službeno postao hafiz 1963. godine. Hafiska dova je proučena 25. travnja 1963. godine u Carevoj džamiji u Sarajevu. Dva puta je izbjegao strijeljanje: jednom je uspio pobjeći Nijemcima (1944.), a drugi put Luburićevim ustašama, u Sarajevu, 20. ožujka 1945. godine. Dolaskom komunista prekida sva prijateljstva, povlači se u samoću i tako izoliran živi punih 40 godina. 
Završio je Šerijatsku sudačku školu u Sarajevu 1937. godine. Studirao je filološke fakultete u Zagrebu i Sarajevu. U Zagrebu je diplomirao na odsjeku romanistike 1942. a u Sarajevu na odsjeku anglistike 1955. godine. Poznavao je sedam stranih jezika: arapski, perzijski, turski, francuski, njemački, engleski i latinski. Bio je dugogodišnji službenik i glavni imam. Dužnosti imama obnašao je u sljedećim džamijama: Kasum-ćatib i Sarač Ismail od 1945. do 1967., Ferhadija 1966. godine, a potom je narednih 27 godina bio glavni imam i hatib Careve džamije u Sarajevu. Također, radio je kao službenik u Vakufskoj direkciji u Sarajevu od 1947. fo 1960. godine, te kao knjižničar u Gazi Husrev-begovoj knjižnici u Sarajevu od 1961. do 1986. godine. U posljednjih 100 godina, bio je jedan od pet mesnevihâna u Sarajevu. Prije njega Mesneviju su samo tumačili Mehmed Džemaluddin ef. Čaušević (od 1911. do 1928.), Mujaga ef. Merhemić (od 1942. do 1959.) i šejh Fejzulah ef. Hadžibajrić (od 1965. do 1988.) a poslije njega hfz. Mehmed ef. Karahodžić (od 2011.). Halid ef. Hadžimulić je Mesneviju tumačio od 1988. do 2011. godine.
Iako mu je reis-ul-ulema Sulejman ef. Kemura nudio visoke službeničke položaje u Islamskoj zajednici u Bosni i Hercegovini, on je ostao dosljedan svojim učiteljima da živi skromno i dostojanstveno; družeći se s knjigama, govoreći hutbe s Careve džamije više od 30 godina. Živio je u samoći bez radija, televizije i novina. Spavao je jako malo, sve vrijeme posvećujući se molitvama i pisanju. Hadžimulić je od svoje šesnaeste godine neumorno vodio dnevnik u kojem je bilježio vlastite afinitete i planove, društvena kretanja, pročitane knjige i odgledane filmove, svoj intelektualni i duhovni razvoj. Iza njega su ostali brojni prijevodi i obrađeni rukopisi. Godine 2004. proglašen je za Ličnost godine po izboru gledalaca emisije Centralni dnevnik Senada Hadžifejzovića.
Umro je u Sarajevu, 8. siječnja 2011. godine. Sprovod mu je predvodio reisu-l-ulema Mustafa ef. Cerić. Ukopan je pored Bakr-babine džamije u Sarajevu.

## Djela
- Prvi i posljednji ders (Sarajevo, 2012.)
- Hutbe (Sarajevo, 2015.)
- Dnevnici 1 (Sarajevo, 2017.)
- Dnevnici 2 (Sarajevo, 2017.)
- Dnevnici 3 (Sarajevo, 2019.)

### O Halidu Hadžimuliću
- Nesuh Nedžmetin: Zlatni bejt : iz životopisa hadži hafiza Halida Hadžimulića (Sarajevo, 2007.)
- Mikail Türker Bal: Mesnevîhan: Saraybosna'da Mevlevîlik ve Mesnevîhan Hacı Hafız Halid Efendi Hacımuliç (Istanbul, 2017.)

## Vanjske povezice
- Sjećanje: Halid-ef. Hadžimulić je postao hafiz Kur'ana s osam godina